# Mirian II
Mirian II, también conocido como Mirvan fue rey de Iberia durante los años 32 a. C. y 20 a. C. Pertenecía a la dinastía Parnavaciana. Nació en el año 92 a. C. y murió el 23 a. C.
Tenía solo 1 año, cuando su padre el rey Parnadjom fue destronado y asesinado. Su trono fue dado al príncipe armenio Arshak. El pequeño príncipe fue llevado a Partia, donde fue propuesto a la corte. Mirian tenía 60 años, cuando volvió a su país con un ejército parto y destronó al rey Parnavaz II, descendiente de Arshak, y se autoproclamó rey de Iberia en el 32 a. C. 
Fue sucedido como rey de Iberia por su hijo Arshak II. 
| Predecesor: Parnavaz II de Iberia | Rey de Iberia 32 a. C.-20 a. C. | Sucesor: Arshak II de Iberia |

- Datos: Q2735107